# Bartłomiej Chmielowiec
Bartłomiej Łukasz Chmielowiec (ur. 16 lutego 1979 w Lubaczowie) – polski prawnik i urzędnik państwowy, radca prawny, od 2017 rzecznik praw pacjenta.

## Życiorys
Absolwent Wydziału Prawa i Administracji Uniwersytetu Marii Curie-Skłodowskiej w Lublinie. Ukończył także studia podyplomowe z rachunkowości na Wydziale Zarządzania i Informatyki Uniwersytetu Ekonomicznego im. Oskara Langego we Wrocławiu. Uzyskał uprawnienia radcy prawnego w ramach Okręgowej Izby Radców Prawnych w Warszawie.
Pracował jako radca szefa Kancelarii Prezesa Rady Ministrów i koordynator zespołu ds. gospodarczych w departamencie Komitetu Stałego Rady Ministrów. Następnie zajmował stanowisko głównego specjalisty w Wydziale Prawnym Biura Rzecznika Ubezpieczonych (i następnie Rzecznika Finansowego), odpowiadając m.in. za analizę wniosków i współuczestnicząc w pracach legislacyjnych. W 2017 wystartował w konkursie na rzecznika praw pacjenta, który wygrał, pokonując dwie kontrkandydatki. Stanowisko objął 30 października 2017.
Jest autorem publikacji naukowych oraz popularnonaukowych w zakresie problematyki prawa cywilnego, odszkodowawczego i ubezpieczeniowego.